# Valkeakoski

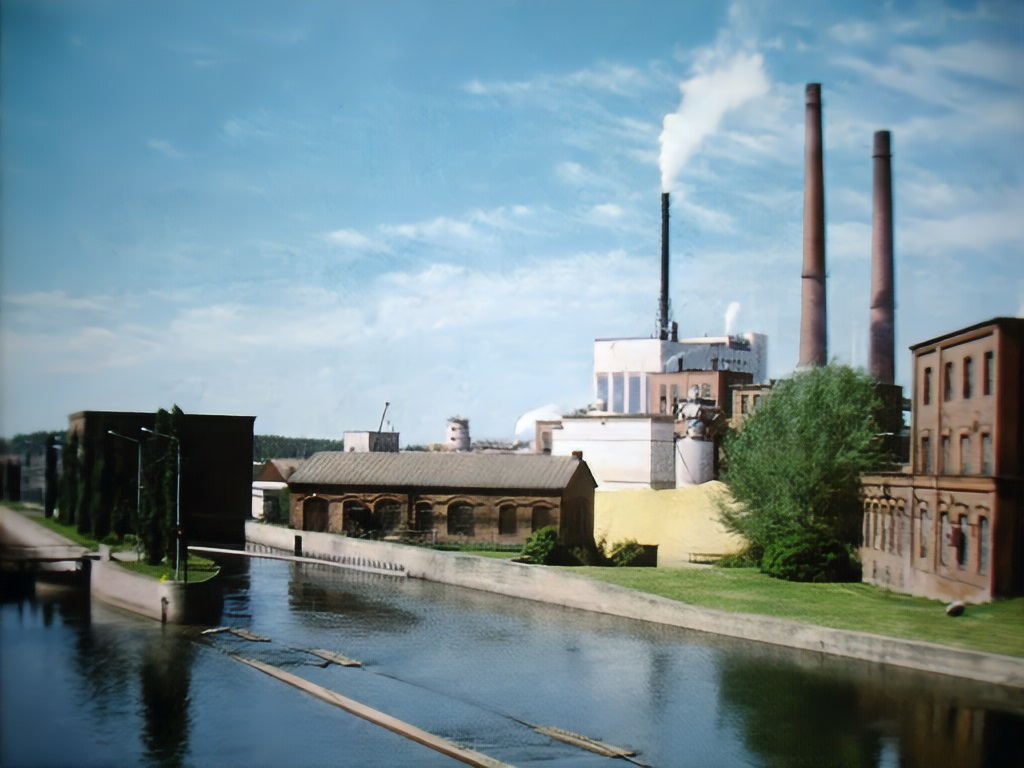
Fabriken in Valkeakoski

Valkeakoski [ˈvɑlkɛakɔski] ist eine Stadt in Finnland. Sie liegt zwischen Tampere und Hämeenlinna in der Landschaft Pirkanmaa. Helsinki ist 145 Kilometer entfernt, Tampere 35 Kilometer. Die Stadt befindet sich auf einer Landenge: Im Norden grenzt der Mallasvesi und im Süden der Vanajavesi an. Valkeakoski ist Schiffsanlegestelle der Silberlinie.

## Geschichte
Die Stadt entstand als Mühlendorf an einer Wassermühle, bei der die Bauern des Umlandes ihr Getreide mahlen ließen. Seit 1869 sind die angrenzenden Seen durch einen schiffbaren Kanal verbunden. 1871 entstand die erste Zellulose- und Papierfabrik, in den Folgejahren weitere Industriebetriebe, die die Stadt anwachsen ließen, u. a. nahm hier 1880 die erste Zellulosefabrik Finnlands ihren Betrieb auf.
Anfang 1923 löste sich Valkeakoski aus der Gemeinde Sääksmäki und wurde als eigener „Kauppala“ (dt. Bezirk) gegründet. Nach dem Ende des Zweiten Weltkriegs blühte die Stadt auf und die Einwohnerzahl wuchs stark an. Sie erhielt 1963 Stadtrechte und zehn Jahre später wurde die Gemeinde Sääksmäki nach Valkeakoski eingegliedert.

## Bevölkerungsentwicklung
Entwicklung der Einwohnerzahl (Stand: jeweils 31. Dezember):
| Jahr | Einwohner | Jahr | Einwohner | Jahr | Einwohner | Jahr | Einwohner | Jahr | Einwohner |
| ---- | --------- | ---- | --------- | ---- | --------- | ---- | --------- | ---- | --------- |
|      |           | 1991 | 21.600    | 2001 | 20.424    | 2011 | 21.022    | 2021 | 20.695    |
|      |           | 1992 | 21.427    | 2002 | 20.419    | 2012 | 21.172    | 2022 | 20.703    |
|      |           | 1993 | 21.317    | 2003 | 20.474    | 2013 | 21.129    | 2023 |           |
|      |           | 1994 | 21.250    | 2004 | 20.472    | 2014 | 21.162    |      |           |
|      |           | 1995 | 21.168    | 2005 | 20.408    | 2015 | 21.332    |      |           |
|      |           | 1996 | 20.968    | 2006 | 20.394    | 2016 | 21.346    |      |           |
| 1980 | 22.780    | 1997 | 20.785    | 2007 | 20.394    | 2017 | 21.136    |      |           |
| 1985 | 22.582    | 1998 | 20.731    | 2008 | 20.542    | 2018 | 21.137    |      |           |
| 1987 | 22.282    | 1999 | 20.626    | 2009 | 20.631    | 2019 | 20.972    |      |           |
| 1990 | 21,724    | 2000 | 20.493    | 2010 | 20.844    | 2020 | 20.765    |      |           |

## Städtepartnerschaften
- Gotland, Schweden
- Hajdúszoboszló, Ungarn
- Kragerø, Norwegen, seit 1954
- Sokol, Russland, seit 1971
- Vechelde, Deutschland, seit 1976
- Jelenia Góra, Polen, seit 1979
- Nanchang, Volksrepublik China, seit 1997
- Mariehamn, Finnland, seit 1999

## Wirtschaft
30,7 % der Beschäftigten (insgesamt 2.105) arbeiten in der Industrie, 19,2 % (bzw. 1.317 Personen) sind im Gesundheits- und Sozialbereich beschäftigt.
Die größten Arbeitgeber in Valkeakoski sind die Stadt selbst (1.025 Beschäftigte) sowie die Sozialdienste der Region Pirkanmaa (830). Mit deutlichem Abstand folgen die beiden größten privaten Arbeitgeber Saarioinen Oy (350) und UPM (290). (Stand 1.1.2023)

## Sport
Der in Valkeakoski beheimatete FC Haka ist mit neun Meistertiteln und zwölf Pokalsiegen einer der erfolgreichsten Fußballvereine Finnlands.
Im Europapokal der Pokalsiegern schied er in der Saison 1983/84 erst im Viertelfinale gegen den späteren Pokalsieger Juventus Turin aus. Im UEFA-Pokal gab es in der Saison 2001/2002 das einzige Aufeinandertreffen mit einem deutschen Verein: Haka Valkeakoski verlor dabei gegen den damaligen Zweitligisten Union Berlin, der sich als Finalist des DFB-Pokals (zu dem Zeitpunkt noch in der drittklassigen Regionalliga) für den Wettbewerb qualifiziert hatte.
In Valkeakoski startet seit 1970 jeden Herbst der Breitensportlauf „Pirkan Hölkkä“, der über 33 km von Valkeakoski nach Tampere führt. In den Jahren vor Corona gab es im Schnitt ca. 1.700 Teilnehmer pro Jahr, 2023 waren es knapp tausend Teilnehmer.

## Söhne und Töchter der Stadt
- Juhani Peltonen (* 1936), Fußballspieler
- Pirkko Mannola (* 1938), Schauspielerin und Schlagersängerin
- Alpo Suhonen (* 1948), Eishockeytrainer
- Ilkka Sinisalo (1958–2017), Eishockeyspieler
- Pauli Kiuru  (* 1962), Triathlet
- Johanna Mappes (* 1965), Evolutionsökologin
- Sami Pietilä (* 1975), Skilangläufer
- Pekka Kunnola (* 1978), Fußballspieler
- Otto Fredrikson (* 1981), Fußballspieler
- Mika Kallio (* 1982), Motorradrennfahrer
- Leena Nurmi (* 1994), Skilangläuferin